# 如月車站

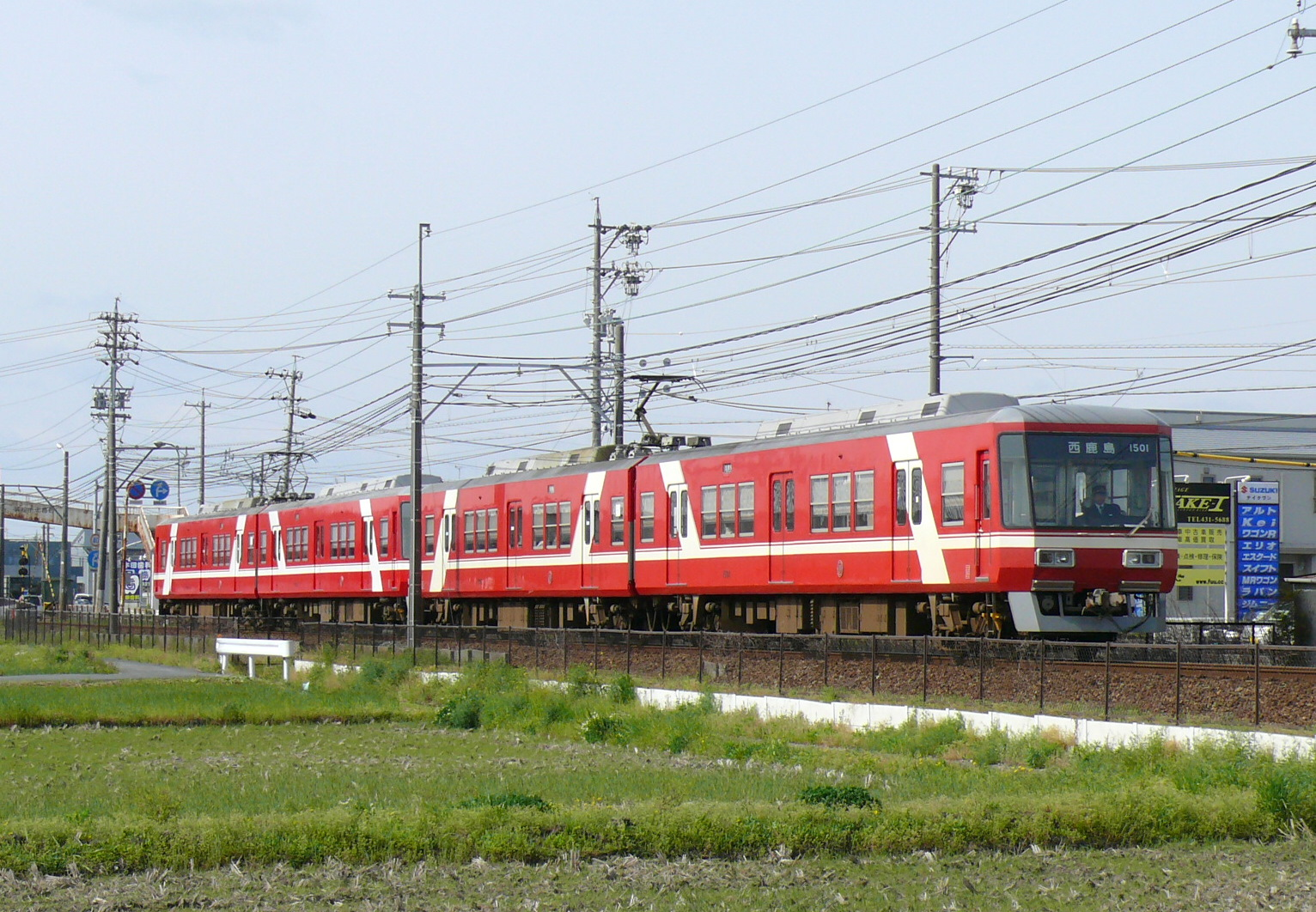
都市傳說「如月車站」以西鹿島線為背景。

如月車站（日语：／ Kisaragi Eki */?）是源自日本网络论坛的都市傳說，兼傳說內的無人車站名稱。
2004年，有人在文字討論板2channel上以實況形式發表多則提到「如月車站」的貼文，並稱自己誤入這個杳無人煙的無人車站。該些貼文起初以靜岡縣滨松市的西鹿島線為背景，最後以貼主誤入異界的展開為結。之後陸續有不同網友自稱自己亦有同樣經歷，使之成為網路迷因。
在日文中，此一虛構火車站一般會以假名加漢字的形式稱之，不過也有考據者或自稱亦曾到過此車站的人會以漢字形式把它稱作「如月車站」或「鬼站」。「如月車站」跟其他都市傳說提到的類似虛構車站亦可統稱為「異界站」。

## 起源
如月車站此一都市傳說最初源自文字討論板2channel的神秘学與超常現象板。2004年1月8日，一名網民以葉純（はすみ）的名義進行文字直播，兼尋求協助。她在串內開始留言時表示：
98：這也許是我的錯覺，不過各位不介意的話我能否分享一下？（2004/01/08 23:14:00）

101：我刚刚上了一辆私有鐵路的火車，但有點不對勁。（2004/01/08 23:18:00）
她之後寫道，自己在新濱松站登上西鹿島線後，列車駛了一段長時間都沒有到站，之後列車終在無人的「如月車站」停下。她跟其他網民在第二天凌晨不斷為此進行即時交流。
貼主後來寫道，她在如月車站下車後，發現自己來到一個附近完全是荒山野嶺的地方。她繼续表示車站附近發生了一些不可思議的事件，以电话向警方求救也無法得到協助。她在後文表示，自己在穿過一條隧道後，發現有車主願意送自己到附近的車站。此後她停止发文，音讯全無。

## 流傳
以如月車站為背景的親歷故事吸引了2channel超常現象板等網絡社群的目光，使得其他網民開始在討論區上分享以其他虛構車站為背景的親歷故事。有關車站包括據說在東海道本線的「月之宮站」；在如月車站附近的「Yami站」（やみ駅）和「katasu站」（かたす駅）。2011年，一位自稱自己就是葉純的網民在统整网站的評論區中寫道，自己仍然存活。這則評論隨即引發熱話。
Twitter和YouTube之後亦出現以如月車站為主題的推文和影片。一些Twitter用戶宣稱自己到過如月車站，並跟網民分享自己的見聞。2014年，有人在Google地图上把筑波大学標記成如月車站的所在地，使得其他網民可在地圖上搜尋前往如月車站的路線。

## 考據

### 認同如月車站的考據
葉純的貼文並沒有說明如月車站究竟是什麼，於是網上便出現了各種各樣的猜測。
葉純的經歷被認為是在靜岡縣發生，不過日本各地的網民都表示自己曾經誤入如月車站。他們大多數表示如月車站的時間流逝跟外界不一樣，GPS亦不能確定自己在哪。這使得「如月車站為異界」的說法成為主流。吉田悠軌、朝里樹、田中俊行等怪談都市傳說專家把「如月車站」跟其他都市傳說提到的類似架空車站統稱為「異界站」。
如月車站等虛構車站最初因為葉純音訊全無一事，而被視為「進了去就不能回頭」的恐怖車站。但之後不少自稱到過如月車站的網民都表示，自己成功平安回來。甚至有人表示只要燒掉一些物品，弄出煙來，那麼就能離開車站。部分神秘学愛好者會以神秘学角度進行考察。到了2018年，亦有自稱到過如月車站的網民會把書寫的焦點放在「異世界見聞」上，並表示車長和那邊的居民對自己很友善。
如月車站起初是以假名+漢字的形式稱之，不過來到中文圈則一般翻作「如月車站」，日本部分自稱曾到過此一車站的人也會稱之為「如月車站」（如月駅）。也有考據者或自稱曾到過此一車站的人把它稱為「鬼站」。

### 把如月車站視作都市傳說的考據

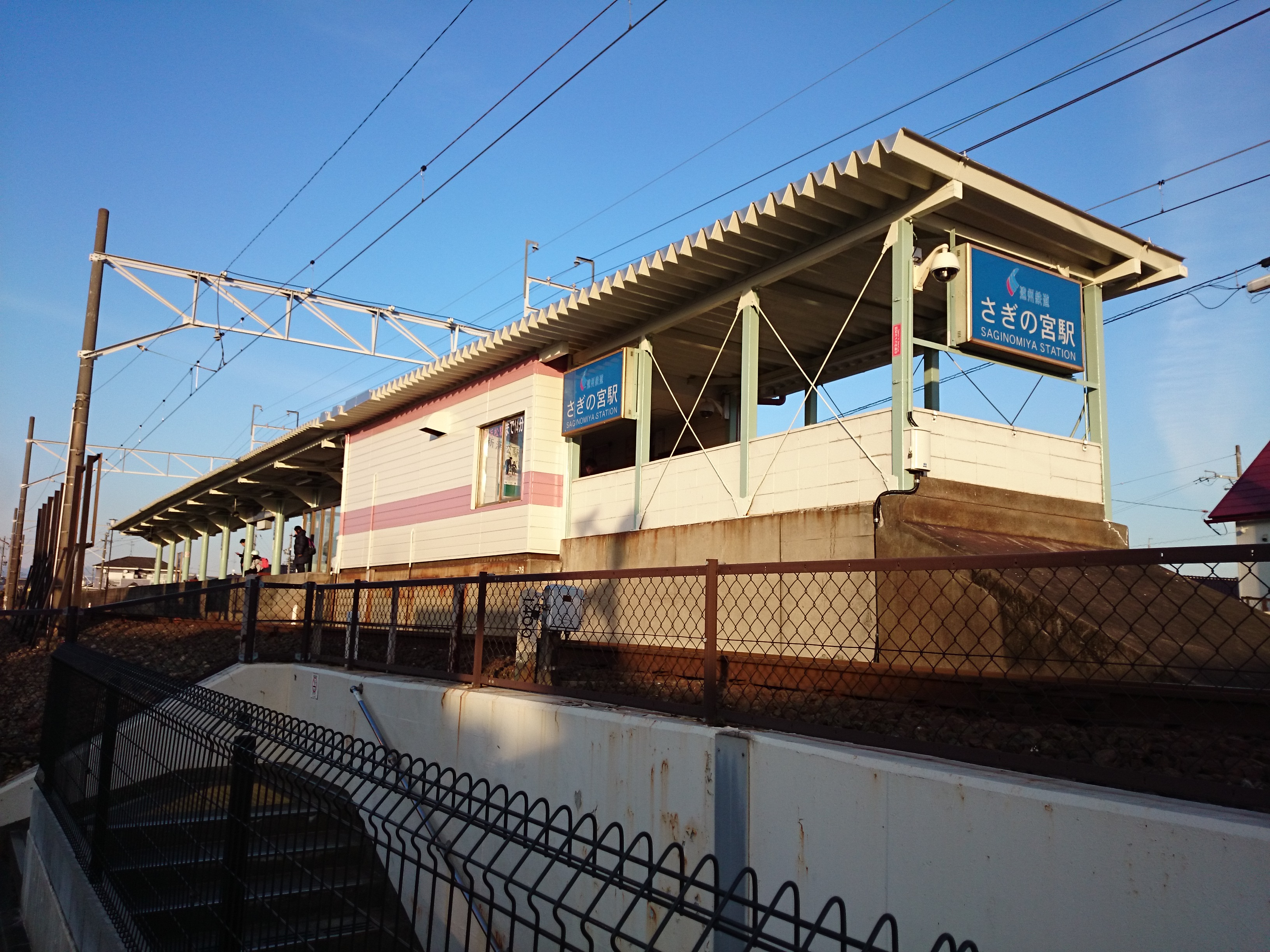
部分說法認為如月車站原型就是鷺之宮站

如月車站的故事跟網上其他怪誕故事一樣，一般被視作以真人真事為主題的虛構作品。不少怪誕故事显然是虛構的，當中有些甚至被原作揭穿。一些自稱到過如月車站的網民會在Twitter上分享如月車站的照片，但該些照片的取景地後來被揭為實際存在的三瀨谷站和西相生站。
神秘学研究者山口敏太郎認為，如月車站的都市傳說之所以能夠在10年後仍流傳於世，是因為它在設定上運用到了現實存在的列車和地名。除此之外，車站本身的浪漫氛圍亦有一功。靈異地點研究者吉田悠軌寫道，與實際的靈異地點相比，虛構地點較能使人感到浪漫。民俗學家飯倉義之表示，像如月车站般的参与式都市傳說是應互聯網的出現而誕生，並指創作者是以網民會親身體驗怪談內容的前提去創作的。亦有一說認為Twitter上有關如月車站的推文已逐漸成了網路笑話。
熟悉現代日本親歷怪誕故事的作家朝里樹寫道，如月車站就是「現代版的異界訪問譚」或「現代版的神隱」。他認為即使是不熟悉怪異的現代人，也很容易接受列車把人送入異界的故事。他亦認為貼主利用了嶄新的手法去表達神隱。
部分說法認為如月車站的原型就是遠州鐵道鷺之宮站。綜藝節目《神祕世界大驚奇！？》曾就很多人在鷺之宮站周圍探索如月車站的蹤影一事進行報導。遠州鐵道的官方Twitter同會視鷺之宮站為跟如月車站有關的地方。根據2019年的一則報導，鷺之宮站的四週都是住宅街，而且馬路車來不絕——這些都跟都市傳說不符。根據遠州鐵道職員的說法，鷺之宮站在2004年時可能較為陰暗一點，因為當時站內尚沒有開設便利店和自行車停泊處。

## 反應
如月車站的故事透過Twitter等平台廣為流傳，令不少網民對之產生一定認識。有人曾特意向遠州鐵道公司查詢有關這則故事的事。此外，亦有一些虛構作品會把如月車站的故事當作題材使用。比如台灣恐怖小說作家笭菁就以如月車站為題，寫出同名的長篇小說。
遠州鐵道在2018年和2021年兩度跟輕小說系列《裏世界遠足》的創作者合作，讓這部把如月車站當作題材使用的作品可以跟自身進行商業搭配。2020年，綜藝節目《神祕世界大驚奇！？》決定在其中一集中把如月車站的故事以影像形式再現，此舉隨即引來日本網民的關注和討論。同年，Google表示在靜岡縣得到最多搜尋的字眼即為如月車站。吉田悠軌認為，如月車站的故事之所以能夠在15年後再度為人關注，是因為2000年代的網絡怪談質量很高，而且沒聽說過如月車站的年輕一輩亦會對它感到新鮮。此外如月車站在2020年左右於電視節目上亦得到較多曝光。2022年1月19日，日本方面發佈了拍攝此都市傳說真人電影版的消息，由恒松祐里擔任女主角。

## 備註
1. ↑  比如聽到遠方傳來的祭典音乐、在路上跟自己搭話的單腳老人突然消失、向途人打聽自己在哪時，得到「最近的車站為比奈站」的答覆。
2. ↑  於2020年7月1日播映的《神祕世界大驚奇！？》以VR形式再現如月車站的故事[21]。